# Édouard Isidore Buguet
Édouard Isidore Buguet (1840-1901) byl francouzský fotograf. Zabýval se fotografováním duchovních jevů, fotografiemi duchů či spirituální fotografií.

## Život a dílo
Narodil se v roce 1840 a na počátku 70. let 19. století vzbudil senzaci mezi spiritualisty. Dokonce mu půjčili peníze, aby si mohl založit vlastní fotografické studio. Žil v domě č. 5 na pařížském Boulevard Montmartre. V červnu 1875 policejní operace v Paříži zjistila, že Buguetovy fotografické desky měly na sobě předem připravené obrazy. Po tomto odhalení Buguet připustil, že jeho fotografie byly podvod. Byl odsouzen a dostal jeden rok vězení. Podle kouzelníka Harryho Houdiniho policie v Buguetově studiu objevila postavičky a panenky. Využil je jako své vlastní "duchovní" doplňky. Houdini poznamenal, že i když byl Buguet odsouzený jako podvodník a přiznal se, někteří spiritualisté stále trvají na tom, že jeho duchovní fotografie jsou pravé.
Anglický spiritualista Stainton Moses Bugueta podpořil v článku Human Nature (Lidská příroda) v květnu 1875. Poté, co byl Buguet odsouzen, později ještě ve stejném roce, Moses trval na tom, že Buguet je stále pravým spiritualistou a že byl podplacen, aby učinil falešné přiznání.
Případ byl uveden vědci jako příklad spiritualistů, kteří jsou ochotni věřit a odmítají přijmout důkazy o podvodu.
Zemřel v roce 1901.

## Galerie

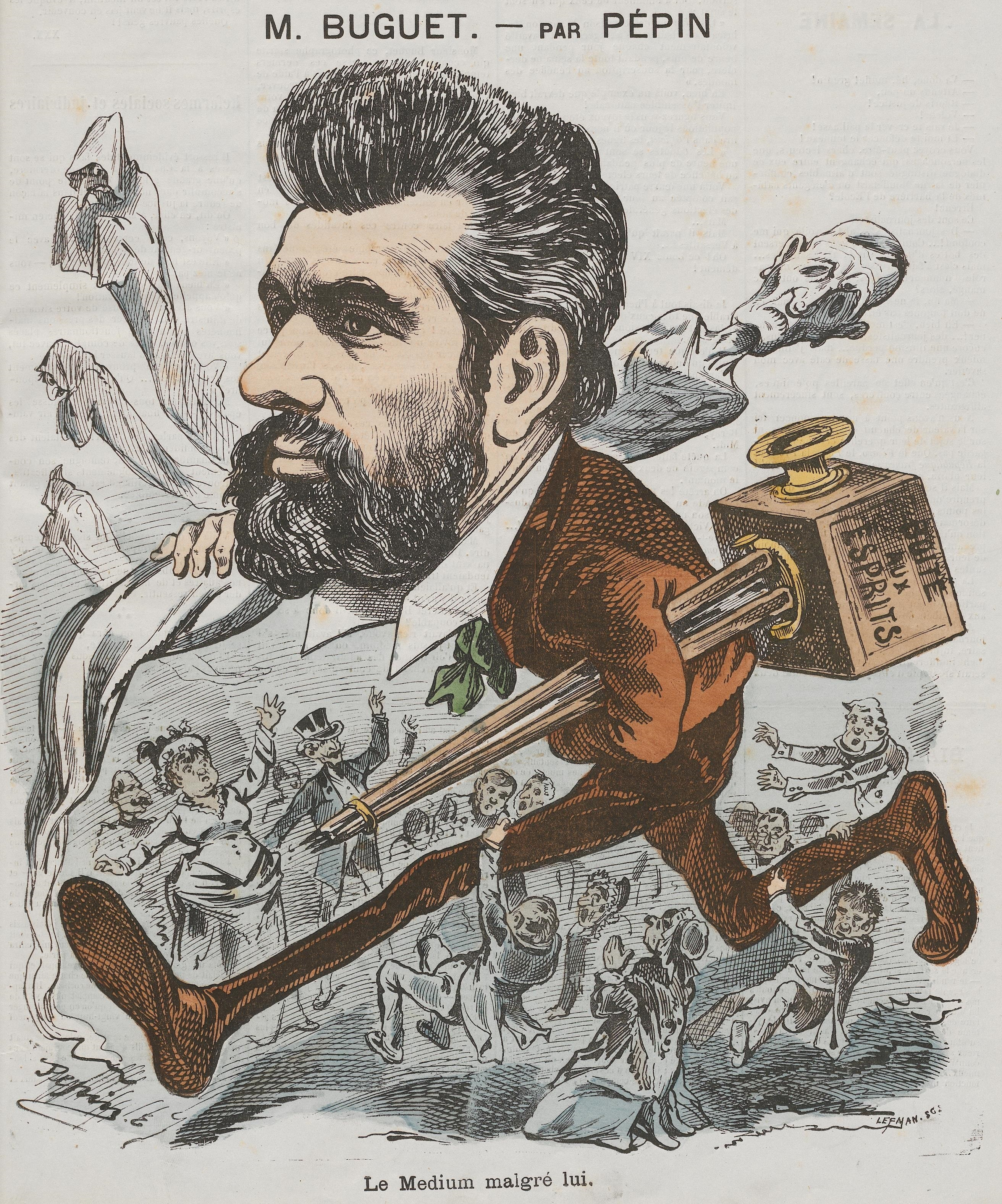
Buguet na kariaktuře Pépina Claude Guillaumina, Le Grelot, 11. července 1875
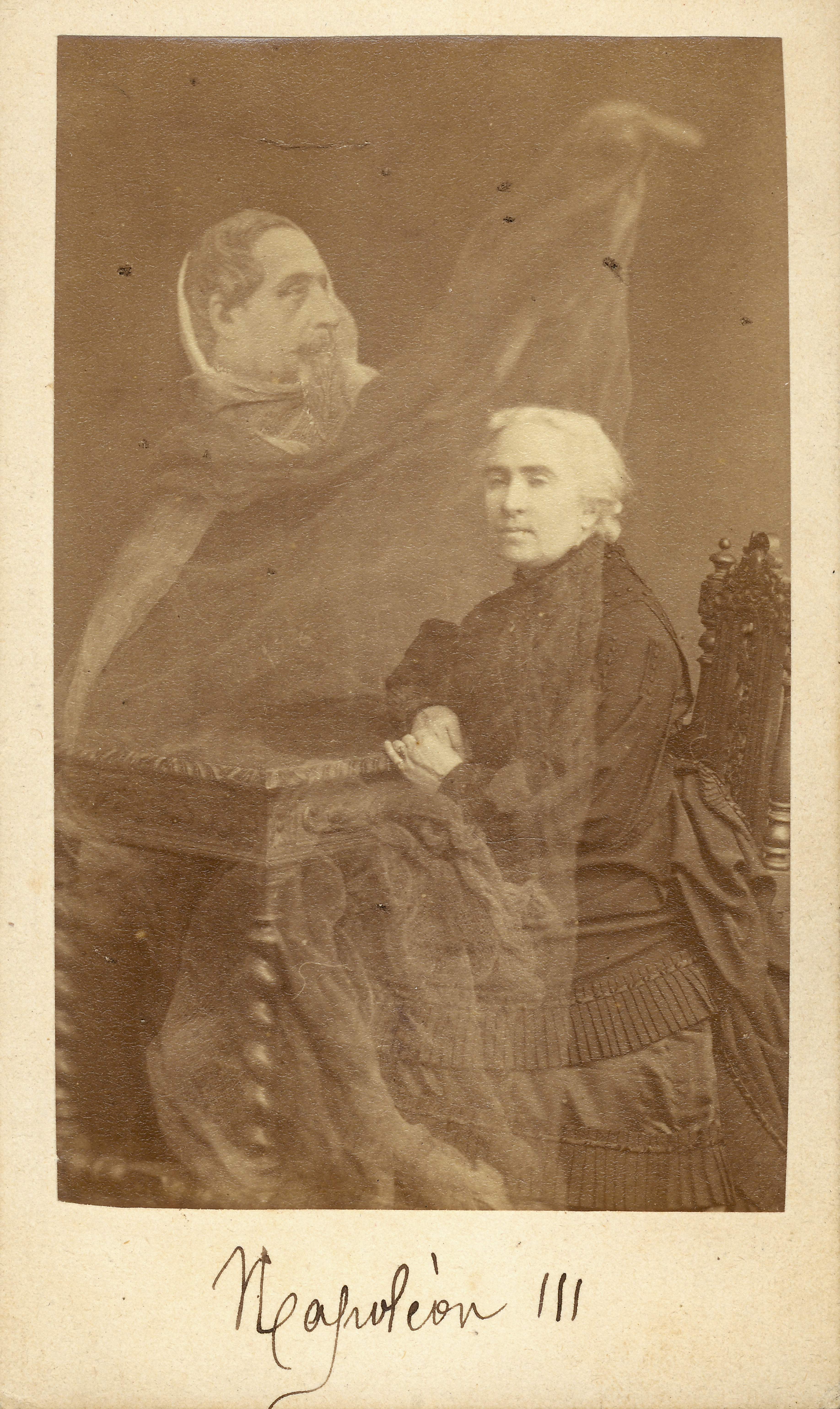
Napoleon III, fotografie s duchem
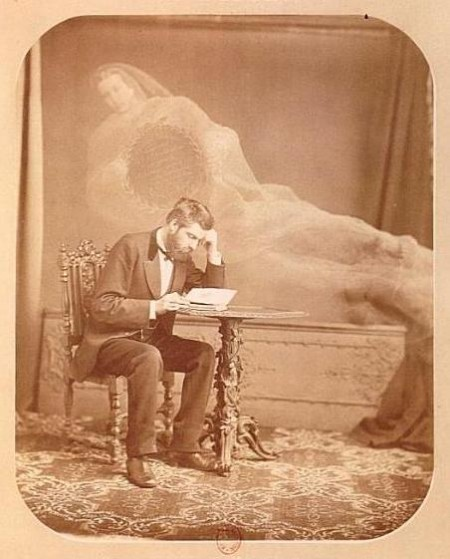
Bugueho Antispirituální fotografie. Přízrak drží v ruce tabulku s nápisem: Raději Mesmer a Cagliostro. Duchové, ze kterých si můžete vybrat. Úspěch je zaručen. Neviditelná manipulace pod nosem klienta. Triky spiritualistů.
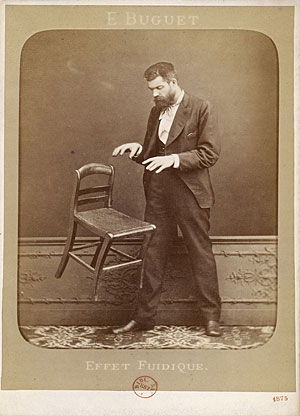
Duchovní fotograf a podvodník Édouard Isidore Buguet[12] zachycený při falešné telekinezi na kabinetce s názvem Fluidic Effect z roku 1875.